# Флеперки
Флеперки (англ. flapper) — субкультура молодих західних жінок у 1920-х роках, які носили короткі спідниці (довжина до колін вважалася короткою в той час), стриглися під каре, слухали джаз і виражали свою неповагу до того, що тоді було прийнятною поведінкою. Флеперки вважалися нахабними через надмірне використання макіяжу, вживання алкоголю, куріння сигарет у громадських місцях, водіння автомобілів, ставлення до сексу у невимушений спосіб і, загалом, через порушення соціальних і сексуальних норм. З поширенням автомобілів флеперки здобували свободу руху та приватності.
Флеперки стали іконами "Ревучих двадцятих", періоду післявоєнних соціальних і політичних турбуленцій та збільшення культурного обміну через Атлантику, а також експорту культури американського джазу в Європу. Більш консервативні люди, які в основному належали до старшого покоління, у відповідь стверджували, що манера одягатися у флеперок було "майже оголенням" і що вони були "легковажними" та неінтелігентними.
Хоча цей архетип "сучасної дівчини" передусім асоціюється зі Сполученими Штатами, він був світовим явищем і мав інші назви залежно від країни, такі як joven moderna в Аргентині або garçonne у Франції, хоча американський термін flapper був найбільш поширеним міжнародно.